# Шахта «Білицька»
ДВАТ "Шахта «Білицька». Входить до ДХК «Добропільвугілля». Розташована у м. Білицьке, Донецької області.
Стала до ладу у 1959 р. Проектна потужність 1,2 млн т вугілля на рік.
Фактичний видобуток 1961/642 т/добу (1990/1999). У 2003 р. видобуток склав 677 тис.т.
Шахтне поле розкрите 5-а вертикальними стволами. Протяжність підземних виробок 10,2/8,3 км (1990/1999). У 1999 р. розроблялися пласти m2, l8 потужністю 0,6-1,2 м, кути падіння 6-10о.
Шахта надкатегорійна за метаном. Пласт l8 починаючи з глибини 400 м є загрозливим щодо раптових викидів вугілля і породи, вугільний пил пластів вибухонебезпечний.
Кількість очисних вибоїв 2 (1999), підготовчих 9 (1999).

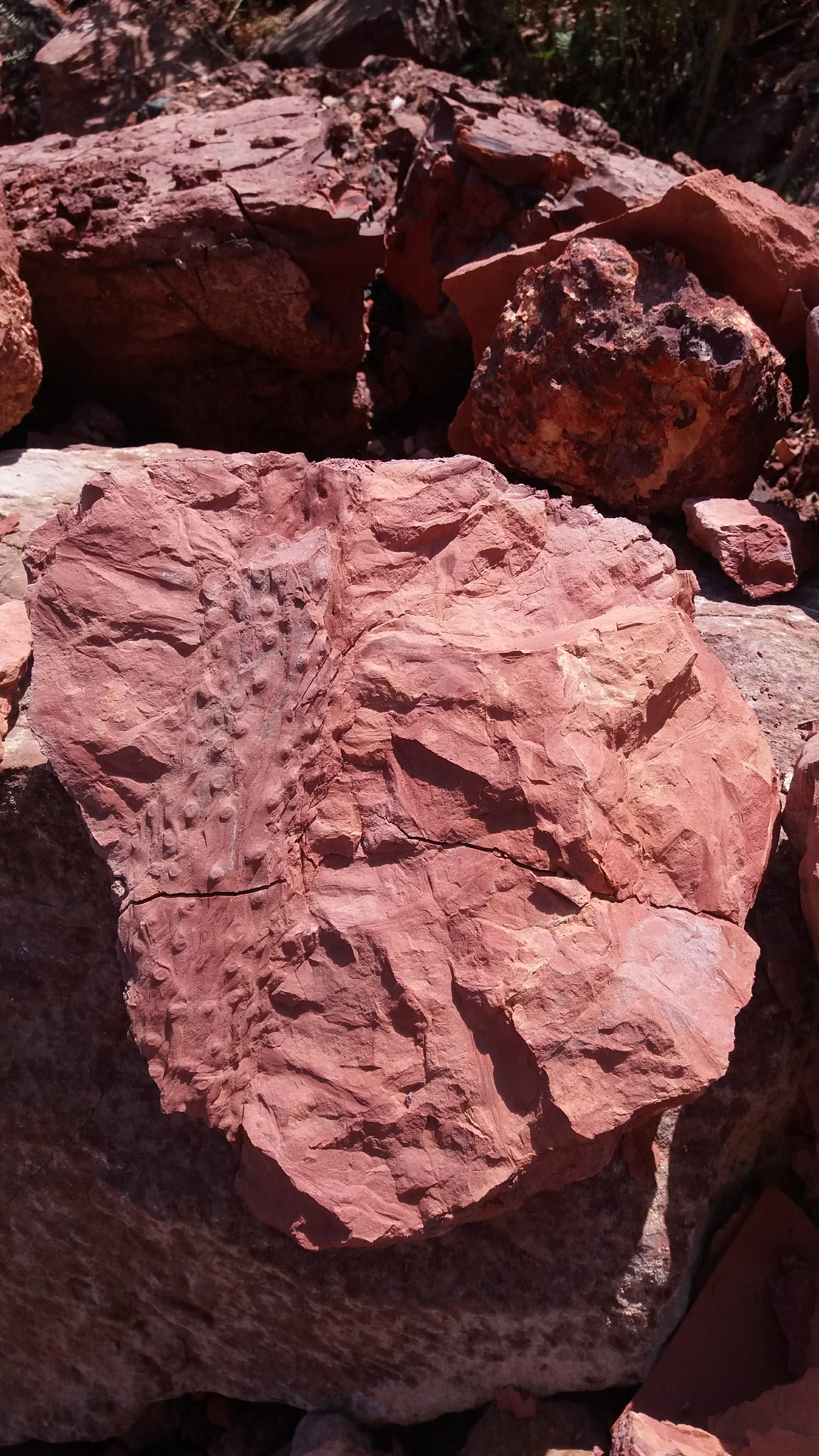
Скам'янілість кореневої системи вимерлого плауноподібного (швидше за все Sigillaria або Lepidodendron). Відноситься до верхнього карбону. Цей фрагмент знайдено на відвалі вугільної шахти Білицька.

Кількість працюючих: 3028/1772/1906 чол., в тому числі підземних 2271/…/1204 чол. (1990/1999/2003).
Адреса: 85043, м. Білицьке, Донецької обл.